# 秋田駒ヶ岳
秋田駒ヶ岳（あきたこまがたけ）とは、秋田県仙北市と岩手県岩手郡雫石町に跨る活火山。南西側と北東側に異なる火口（噴出中心）をもつ複合火山である。標高1,637m。十和田八幡平国立公園の南端に位置する。日本二百名山の一つでもある。

## 概要
山頂部には2つのカルデラがあり、中南部に位置する南部カルデラと北部に位置する北部カルデラがある。このうち南部カルデラには女岳（めだけ）、小岳（こだけ）、南岳（みなみだけ）の3つの中央火口丘がある。この南部カルデラの北縁に男岳（おだけ、1,623m）や横岳（よこだけ、1,583m）がある。一方、北部カルデラ（北部凹地形）内に片倉岳や男女岳（おなめだけ、女目岳とも書く、1,637m）などの複数の小火砕丘が存在する。

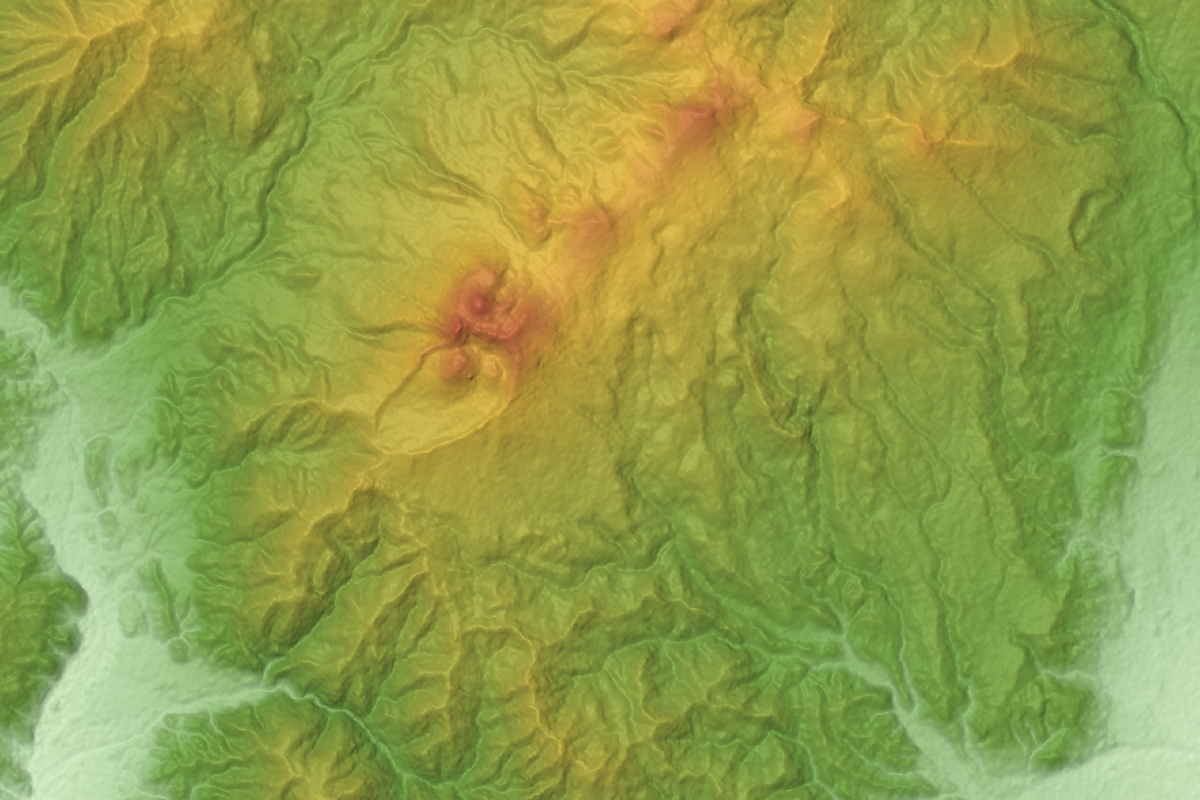
秋田駒ヶ岳地形図。中央左にカルデラが形成されている

各地の駒ヶ岳と区別するために秋田駒ヶ岳と呼ばれ、地元では「秋田駒（あきたこま）」とも呼ばれる。昔は女人禁制の信仰の山であった。
十和田八幡平国立公園に位置しており、男岳はその特別保護地区となっている。なお、秋田駒ヶ岳の南に隣接して真木真昼県立自然公園がある。
乳頭山（岩手県側では烏帽子岳と呼称）からは山頂が広い湿原となっている小白森と大白森を経て八幡平へ繋がっている。尾根が登山道となっており、間には避難小屋も整備されているので縦走に便利である。秋田駒ヶ岳から乳頭山への縦走路から外れたところには千沼ヶ原と呼ばれる大きな湿原がある。
標高が低いため正確な意味では高山帯を持たないが、頂上効果によって広大な偽高山帯が発達している。山頂一帯に咲くヒナザクラやタカネスミレ、コマクサ、エゾツツジなどの数百種類の高山植物群は、1926年（大正15年）2月、秋田駒ヶ岳高山植物帯として国の天然記念物に指定された。

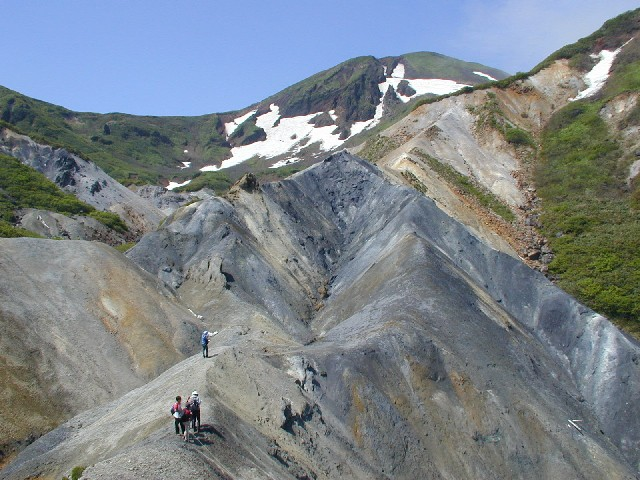
6月の秋田駒ヶ岳

## 地学的知見
乳頭山-秋田駒ヶ岳火山列の中では形成時期が最も新しい火山である。笊森火山および乳頭火山の形成時期は、各々約56万年前、36-63万年前、と考えられ、活動開始は約10万年前頃と推定されている。火山形成史は大きく3つに分けられ、活動順に主成層火山形成期、カルデラ形成期、後カルデラ活動期と呼ばれる。火山体の形成史に関わる研究は十分に行われておらず未解明な部分が多い。火山活動と三陸沖の地震に関連性が有るとする見解がある。

## 火山活動
気象庁の常時観測火山に指定され「噴火警戒レベル」が導入されている。

### 主な活動史
有史時代の噴火は4回あったとされているが、そのうち前2度の噴火については資料の記述が曖昧で真偽は不明である。具体的な活動記録があるのは1932年噴火と1970-71年噴火である。
- 915年以前 マグマ噴火[10]
  - 噴火場所は小岳で火砕物降下[10]。
- 1890年 - 1891年 水蒸気噴火[10]
  - 12月 - 翌1月[10]。火砕物降下?、鳴動、噴石[10]。
- 1932年 水蒸気噴火[10]
  - 7月21日から26日 南部カルデラのカルデラ床で水蒸気爆発。11個の火口から火山灰と小規模な泥流を噴出[11][12][13]。
- 1933年 鳴動、噴気異常等、女岳白煙[10]。
- 1970年9月 - 1971年1月 マグマ噴火[10][14][15] 死傷者や家屋の損壊などは無し。
  - 8月29日 女岳山頂付近で噴気と地温の上昇。噴火前2週間ほどで起こった火山性地震は3回。
  - 9月17日5時24分頃 女岳が噴火。ストロンボリ様式の噴火で女岳の山頂に形成されたスコリア丘から玄武岩質安山岩の溶岩流が発生しカルデラ内を530m流下した[16]。火山爆発指数:VEI2
- 1972年10月 カルデラ壁および女岳で噴気活動活発化し噴気地帯拡大[10]。
- 1976年7月 女岳山頂及びその付近で地中温度が1年前に比べてやや高温化[10]。噴気活動も多少活発[10]。
- 2003年5月 - 6月 山頂部ならびに北西山腹で低周波地震を含む地震群発[10]。
- 2005年 女岳で地熱活動活発化[10]。地温上昇、噴気地拡大、熱消磁[10]。
- 2009年（平成21年）10月27日 噴火警戒レベルが導入された[17]。
- 2011年3月 東北地方太平洋沖地震以降、山頂付近から北側約5km以内の範囲で地震活動が活発化[10]。

## 伝説
駒ヶ岳は807年(大同2年)に噴火し、田沢湖もそのときに誕生したという伝説が残されている。ただし、駒ヶ岳が807年に噴火した事実は確認されておらず、田沢湖カルデラの誕生は100万年以上前のことである。
駒ヶ岳は古くは駒形山と呼ばれ、山頂に駒形神が祀られていた。駒形神のうち最も早く祀られたのは栗駒山の駒形神社である。駒形神は大日如来の化身といわれ、荒ぶる火の山の猛威を鎮めると同時に、農作の神として信仰されていた。近世になると、雄駒峯(おこまね)、駒ヶ根などと呼ばれたりした。江戸時代には五秋山生保寺という修験寺が駒形大明神の別当を代々務めたことが記録に残っている。駒ヶ岳山頂(雄岳)に御室(おむろ)と称して、駒形神を祀る石の祠がいまでも残っている。昔から中をのぞいてはいけないという言い伝えがあった。最高峰は女目岳(男女岳、1637m)で、オナメとは古語で妾のことである。中央部にある男岳が妾を持っているので、本妻の女岳が時々怒って噴火したと言われている。
駒ヶ岳の男岳山頂を錫杖頭(かしら)と言った。この錫杖頭の少し手前に五百羅漢という岩があり、千体仏とも言う。遠くから見ると仏の形に見える。駒ヶ岳と女岳、男岳の間に沼一つあって(阿弥陀沼)幅が50間、長さが130間くらいある。同じ台地のカエル谷地は幅が30間、長さが60～70間ほどある。女岳に沼が6つあり、そのうち1つは6月になっても水が絶えない。50間四方と言う。登山雲が発生する頃、トビよりも少し小さい鳥が出てきて、雲の間を飛び、人を摺り恐れられている。それはその時、東西が暗くなるからである。

## 観光
山開きは毎年6月1日に行われる。登山は、標高1305m地点にある登山基地「八合目」を利用するのが手軽である。八合目は日窒の硫黄鉱山跡に建設されている。そこから新道コース約50分で阿弥陀池（あみだいけ）という沼に到着する。新道コースは展望も優れ、急登がないので、最も一般的なコースである。阿弥陀池の湖畔には避難小屋が建てられている。そこから、約20分で男岳や男女岳に到着する。旧道コースは道が荒れており、急登があるが40分程度で避難小屋まで到着する。焼森(1551m)コースは、焼森や横岳（1583m 秋田・岩手県境になっている）を通過する1時間程度のコースでシャクナゲが多く、シャクナゲ通りとも言われている。
八合目まで車道が通り、車で入山できる手軽さから、夏季には観光客が殺到するため、環境保護のため早朝から夕方までマイカー規制が取られており、駒ヶ岳火山防災ステーション（アルパこまくさ）から定時のシャトルバスが発着している。麓の乳頭温泉郷は、混雑する秘湯として全国的に有名である。

## 参考画像

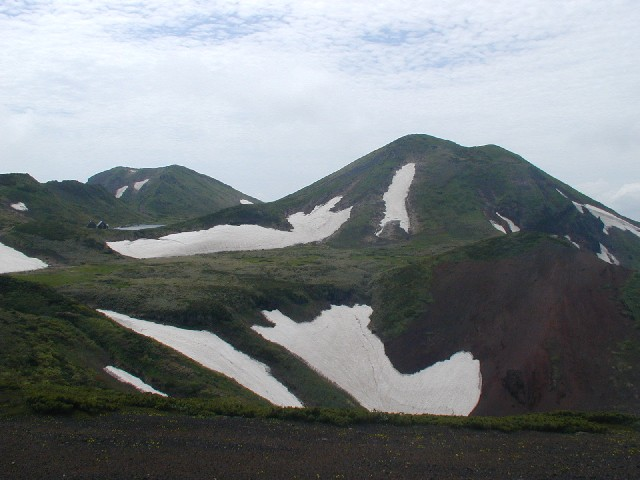
男女岳（右） 男岳（左）、6月
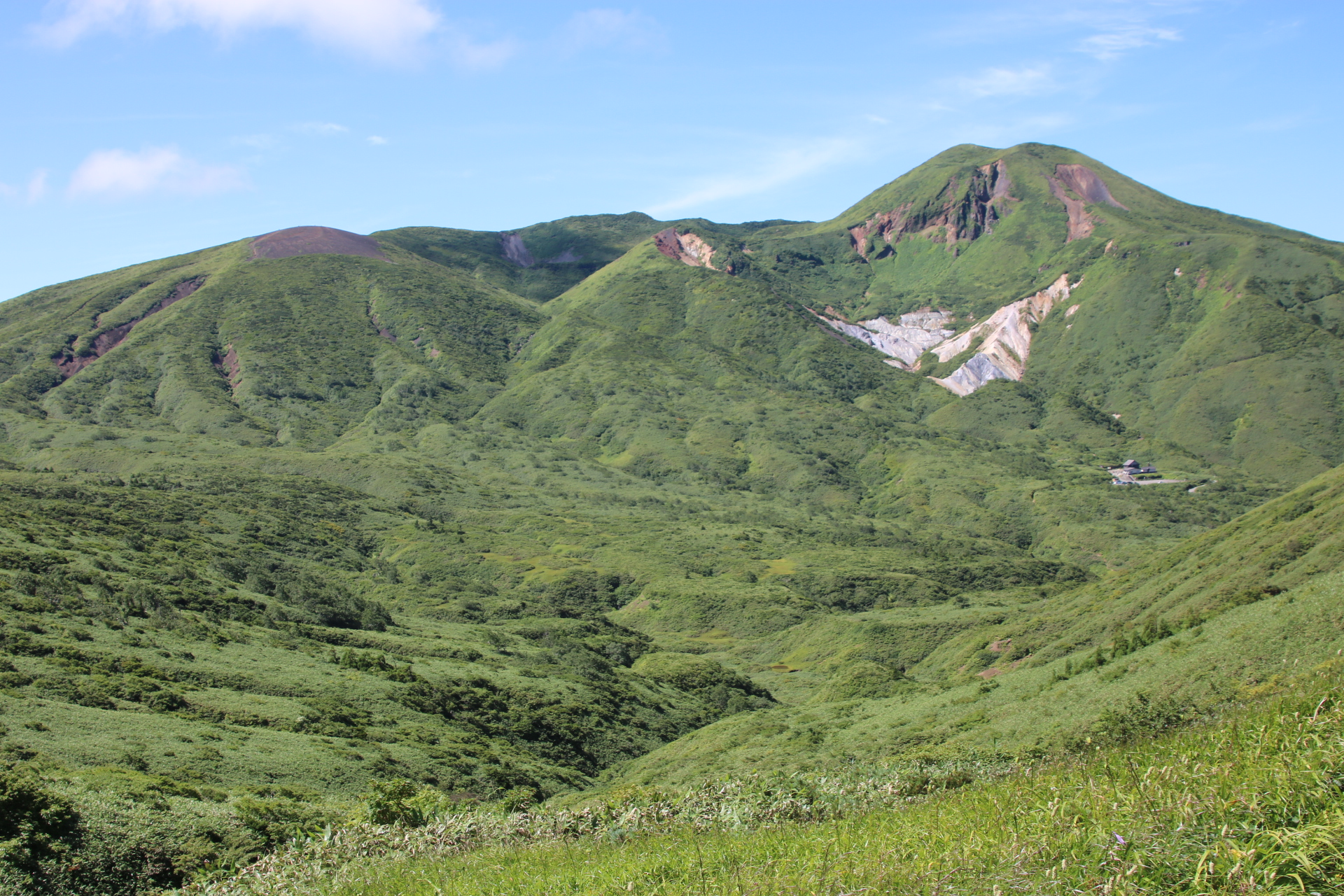
湯森山から見た秋田駒ヶ岳
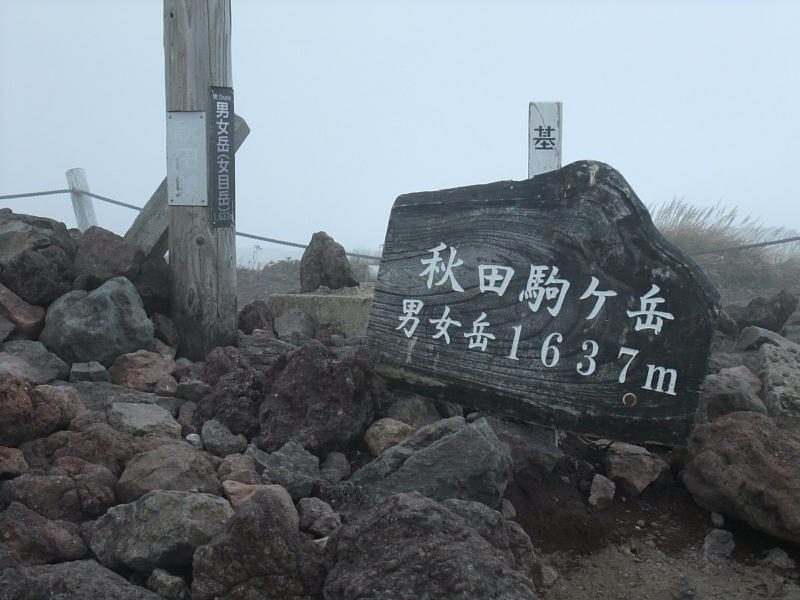
男女岳山頂
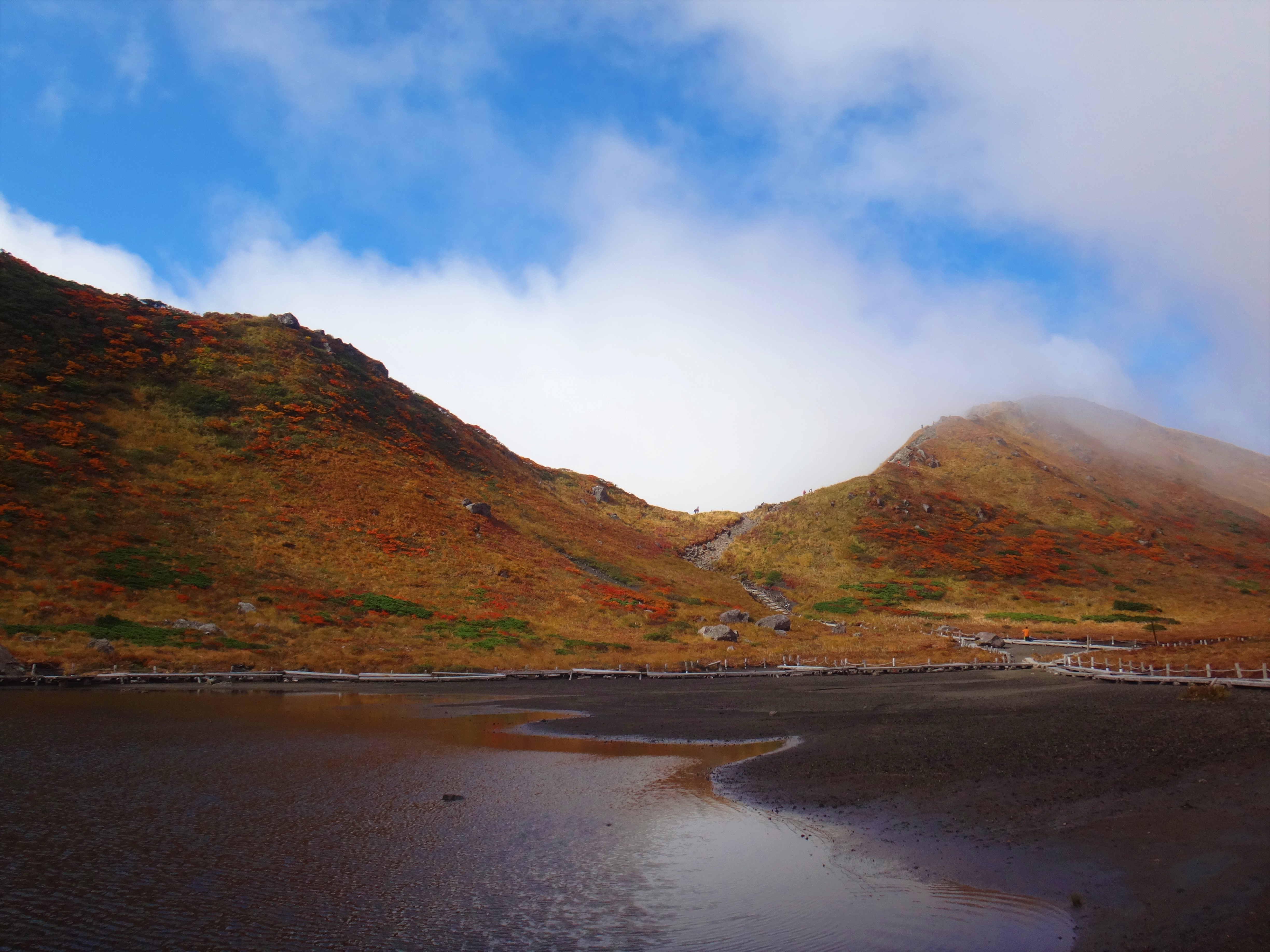
阿弥陀池越しの男岳（右側）
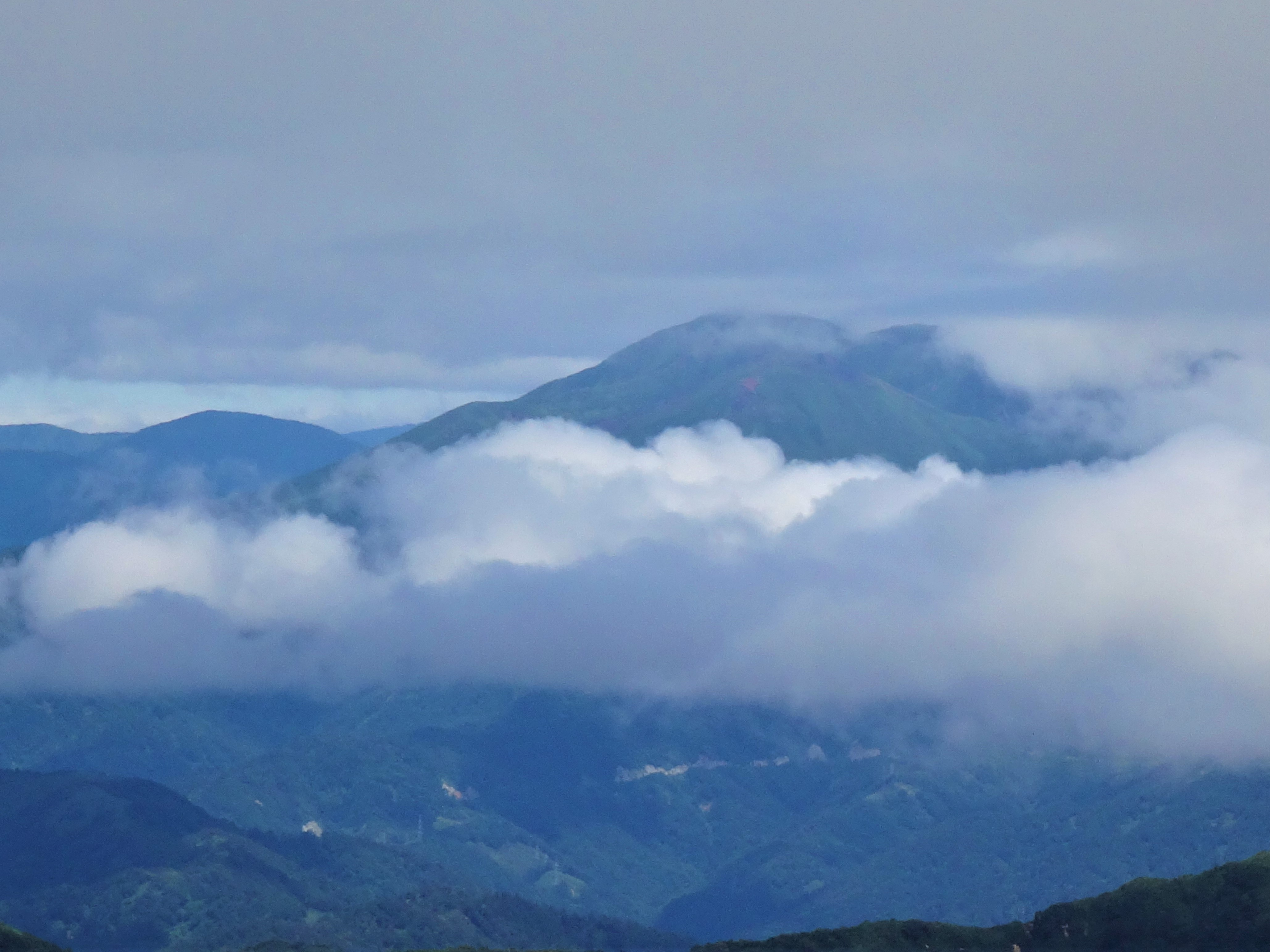
森吉山から見た秋田駒ケ岳